# Дома 1169 км
Дома 1169 км — населённый пункт без официального статуса в Глазовском районе Удмуртии. Входит в состав Качкашурского сельского поселения.
Расположен на левом берегу реки Сепыч, в 5 км к востоку от Глазова и в 143 км к северу от Ижевска, на севере примыкает к деревне Семёновский.
В посёлке находится остановочный пункт 1169 км на ж.-д. линии Киров — Балезино.

## Население
| 2010 | 2012 | 2015 |
| ---- | ---- | ---- |
| 17   | ↗20  | ↗28  |

Численность постоянного населения составляет 7 человек (2007).